# 李厳
李 厳（り げん、? - 234年）は、中国後漢末期から三国時代の武将・政治家。荊州南陽郡の人。字は正方。後に“李平”と改名。子は李豊。『三国志』蜀志に伝がある。

## 生涯
若い頃に郡の官吏となり、才幹の良さで賞賛を得た。荊州牧であった劉表は李厳を取り立て、いくつかの県の令を歴任させた。
建安13年（208年）、秭帰県令を務めていた時に曹操が荊州に侵攻したため、益州へ逃れて劉璋に仕えた。成都県令に任命され、そこでも有能であるとの評判を得た。
建安18年（213年）、劉璋は李厳を護軍に任命し、綿竹で劉備を防がせた。李厳は軍勢を率いて劉備に降伏し、劉備は李厳を裨将軍に任命した。劉備が益州を平定すると、犍為太守・興業将軍に任じられた。
諸葛亮・法正・劉巴・伊籍と共に『蜀科』の制定に尽力した（「伊籍伝」）。また、犍為郡の功曹であった楊洪を推挙した。楊洪は諸葛亮の抜擢を受けて、忽ちのうちに李厳と同格の太守になった（「楊洪伝」）。
建安23年（218年）、秭帰で反乱を起こした馬秦・高勝らの軍勢は数万人に膨れ上がり、資中県まで到達した。李厳は五千の兵で反乱軍を破り、馬秦・高勝らを斬った。また、越巂郡の高定が反乱を起こし新道県を包囲したので、李厳は城を救援し反乱軍を四散させた。この功績により輔漢将軍となった。
建安24年（219年）夏、孟達が上庸を攻撃した。劉備は孟達一人ではこの重要な任務を遂行できないのではないかと密かに心配し、劉封を漢中から沔口経由で派遣し、李厳を甘丹の都督として上京させ、孟達と合流させた。劉封、孟達、李厳は山京の申耽を攻撃した。申耽は全郡で降伏した。 申耽は妻と一族を人質として成都に送った（「先主伝」）。劉備は漢中を平定し、同年秋、群臣に推挙され漢中王となった。この群臣の中に、興業将軍李厳の名がある（「先主伝」）。
章武2年（222年）、劉備は関羽の敵討ちのために呉を攻めたが、夷陵で大敗し白帝城へ逃れた（「先主伝」）。劉備は李厳を白帝城へ呼び寄せ、尚書令に任命した。
建興元年（223年）、劉備の臨終に際して李厳は諸葛亮と共に枕元へ呼ばれ、太子の劉禅を補佐するよう遺詔を受けた。李厳は中都護となって内外の軍事を統括し、永安に留まり鎮撫に当たる任務を与えられた。劉禅が即位すると都郷侯・仮節となり、光禄勲の位を付加された。
このころ、李厳は諸葛亮に手紙を送り、王を称して九錫を受けるよう勧めたという。これは諸葛亮に簒奪を唆したとも取れる行為であるが、諸葛亮は返書で「魏を滅ぼし、あなた方と共に昇進の恩恵にあずかることになれば、その時には九の恩賞どころか十でも受けます」と、李厳の申し出を受け流す形で拒絶している（『諸葛亮集』）。
建興4年（226年）、前将軍に昇進した。諸葛亮は北伐のため漢中に陣営を移したので、後方を李厳に任せるため江州に駐屯させた。永安には陳到が置かれ、李厳の指揮下に入った。同年春、李厳は江州に大城を築いている（「後主伝」）。
このころ、李厳は魏に投降していた孟達へ手紙を送り、「諸葛亮とともに劉備から遺詔を受けたことへの責任を痛感している」と、胸の内を語った上で「良き協力者を得たい」と述べている。諸葛亮も孟達に手紙を送り、李厳の仕事ぶりを賞賛している。
建興8年（230年）、驃騎将軍となった。同年秋8月、曹真が三方の街道から漢水に向かおうとしたため、諸葛亮の命により2万の兵を率いて漢中に駐屯した。子の李豊は江州都督督軍に任じられ、父の職務を代行した。諸葛亮は曹真を撃退した後も、翌年の北伐のため李厳を漢中に留め、中都護の官位のまま全ての政務を取り仕切らせた。このころ「李平」に改名した。
建興9年（231年）春、諸葛亮は再び北伐（祁山の戦い）を行なった（「後主伝」）。この時、李厳は兵糧輸送の任務についた。戦況は蜀漢軍に優位に進んだが、しかし長雨による輸送の遅滞を理由に、馬忠と成藩を派遣して諸葛亮に撤退を促した。華陽国志によると、李厳は兵糧を水上輸送することを嫌い、諸葛亮に凱旋してはどうかと告げて補給をやめてしまった。諸葛亮が漢中まで帰ってくると、李厳は輸送の失敗を咎められることを恐れ、督運領の岑述を殺そうとしたという（「華陽国志」）。
後に、李厳は撤退したことを諸葛亮の責任にしようと謀った。さらに、劉禅にも上奏し「丞相（諸葛亮）は敵を誘うために撤退したふりをしているだけでございます」と嘘をついた。このため諸葛亮は李厳の書いた手紙を集め、その矛盾を追及した。李厳はこの追及に敵わず、罪を認め謝罪した。諸葛亮は劉禅に上奏し、これまで自らが李厳のいい加減さを知りつつも、才能を惜しみ任用し続けたことを陳謝した上で、李厳を弾劾し罪を明らかにするよう求めた。李厳は免官となり庶民に降格され、梓潼郡へ流された。同年秋8月のことである（「後主伝」）。
ある時、李厳と同郷の陳震は諸葛亮に対し「李厳は腹に棘をもっているため、郷里の者でも近付けません」と説いた。陳震は李厳の欠点を棘に例え、諸葛亮はこれに対して棘には触れさえしなければよいと考えていた。李厳の失脚後、諸葛亮は蘇秦・張儀のような事態が起こるとは思わなかったとして、蔣琬・董允にこのことを陳震へ知らせるよう手紙を送っている（「陳震伝」）。
諸葛亮は李厳の地位を剥奪したが、子の李豊には罪を問わず、手紙を送って父の汚名を返上すべく職務に励むよう諭している。李厳は失脚後、諸葛亮ならばいずれ自分を復帰させてくれると期待していた。しかし建興12年（234年）、諸葛亮の死を聞いて、自分が復職することはもはやあるまいと嘆き、まもなく発病して死去した。

## 評価
陳寿は李厳について「才幹により栄達し尊重されたが、その行動を観察し品行を辿ってみると、災いを得たのは全て身から出た錆であった」と評している。
楊戯の季漢輔臣賛では、その終わりを全うし得なかったためか「遺名を受け、後の政治へ参与することになったが、意見を述べることはなく、協調することもなく、道に外れた言動をした。世の中から追放され、任務も功績も全て失った」と、厳しく評されている。
李厳弾劾の上表に名を連ねたのは、中軍師・車騎将軍の都郷侯劉琰、使持節・前軍師・征西大将軍・涼州刺史で南鄭侯の魏延、前将軍で都亭侯の袁綝、左将軍・荊州刺史・高陽郷侯の呉懿、督前部・右将軍・玄郷侯の高翔、督後部・後将軍・安楽亭侯の呉班、綏軍将軍・丞相長史の楊儀、督左部・中監軍・揚武将軍の鄧芝、行前監軍・征南将軍の劉巴、行中護軍・偏将軍の費禕、行前護軍・偏将軍・漢成亭侯の許允、行左護軍・篤信中郎将の丁咸、行右護軍・偏将軍の劉敏、行護軍・征南将軍の當陽亭侯の姜維、行中典軍・討虜将軍の上官雝、行中参軍・昭武中郎将の胡済、行参軍・建議将軍の閻晏、行参軍・偏将軍の爨習、行参軍・稗将軍の杜義、行参軍・武略中郎将の杜祺、行参軍・綏戎都尉の盛勃、領従事中郎・武略中郎将の樊岐といった蜀漢の幹部である。しかし、これらの人物たちは李厳の中都護・驃騎将軍の下位であり、李厳を上回る地位の者がいないことから、李厳が武官として首座におり、丞相である諸葛亮に次ぐ地位であったことが分る。
また、李厳とともに三国志・蜀志に立伝されている廖立は、自身の才能・名声が丞相である諸葛亮に次ぐと自負していたため、自分の地位に常々不満を抱いており、諸葛亮に対し卿の地位を与えてほしいと要求したことがあった。しかし、諸葛亮は李厳ですらその地位に就いていないことを理由に拒絶したという（「諸葛亮集」）。これは李厳が蜀漢の中で高位にあるべき有能な者と広く認識されてことを示している。

## 三国志演義
小説『三国志演義』では、成都へ侵攻する劉備軍と対峙し、黄忠との一騎討ちで引き分ける実力を見せるが、諸葛亮の策によって捕らえられ、劉備の説得により降伏している。